# Michail Minakov
Michail Minakov (Михаил Минаков, Oekraïens: Миха́йло Мінако́в; Leninsk, Oblast Wolgograd, 6 oktober 1971) is een Russisch filosoof, politicoloog en historicus (onderzoeker van de geschiedenis van de moderniteit en post-Sovjet-ideologieën), doctor in de wijsbegeerte. Zijn studies richten zich op menselijke ervaring, sociale kennis, het fenomeen ideologie, politieke creativiteit en de geschiedenis van modernisering.
Hij is ook hoofd van het Oekraïense onderzoeksprogramma aan het Kennan Institute (sinds 2018), hoogleraar filosofie en religieuze studies aan de Kiev-Mohyla Academie in 2008-2018, voorzitter van de Kant Society in Oekraïne (2013-18), hoofdredacteur van het tijdschrift The Ideology and Politics Journal.

## Jeugd en carrière
Minakov werd geboren in de buurt van Wolgograd. Zijn ouders waren docent. Ze verhuisden in 1973 naar het dorp Vidradne in de oblast Zaporizja in de Oekraïense SSR.
Hij studeerde in 1990 af aan de Medische Universiteit van Zaporizja en werkte als dorpsfeldsjer in dezelfde oblast. Hij studeerde geschiedenis, sociologie en archeologie te studeren aan de Nationale Universiteit van Zaporizja. In 1992 werd Minakov toegelaten tot de Nationale Universiteit Kiev-Mohyla Academie (NaUKMA), waar hij filosofie, politieke wetenschappen, sociologie en vergelijkende literatuurwetenschap studeerde.
In 2001 behaalde Minakov zijn diploma aan het Skovoroda Kiev Instituut voor Psychologie van de Nationale Academie van Wetenschappen van Oekraïne. Daarna werd hij aan de NaUKMA assistent-hoogleraar.
Hij doceerde aan de NaUKMA van 1998 tot 2018, onderwijl werkend aan internationale onderwijs- en ontwikkelingsprogramma's.
In 2007 werd hij gepromoveerd tot universitair hoofddocent. Dat jaar behaalde hij de graad van doctor in de wijsbegeerte aan het Instituut voor Filosofie Hryhoriy Skovoroda.
Tussen 2010 en 2014 werkte Minakov samen met verschillende westerse universiteiten en onderzoekscentra: Harvard (2010-2013) en Universität Greifswald (2010 en 2014).
In 2011 werd Minakov hoofdredacteur van een wetenschappelijk peer-reviewed tijdschrift Ideology and Politics.
Sinds 2016 doceert hij aan de Europa-Universität Viadrina (Duitsland).
Sinds 2017 werkt Minakov bij het Kennan Institute van het Woodrow Wilson International Center for Scholars. Zijn theoretische werken en empirisch onderzoek richten zich op de problemen van ideologie, politieke verbeelding, pluralistische ontologie en menselijke historiciteit.

## Persoonlijke leven
Minakov is voor de tweede keer getrouwd en heeft een dochter.
- Gemeinsame Normdatei: 1155210654
- International Standard Name Identifier: 0000 0004 9683 4498
- Library of Congress Control Number: nb2018011183
- Nationale Bibliotheek van Tsjechië: mzk20191051890
- Nationale Bibliotheek van Israël: 987007416364405171
- Istituto Centrale per il Catalogo Unico: CFIV359274
- Système universitaire de documentation: 235918520
- Virtual International Authority File: 2491152261523817180006
- WorldCat: E39PBJq747gdXVd83tgXFdfrMP